# Clayton Young (Eishockeyspieler)
Clayton Young (* 12. Mai 1969 in Medicine Hat, Alberta) ist ein deutsch-kanadischer Eishockeyspieler.

## Karriere
Clayton Young begann seine Karriere als Eishockeyspieler in der Western Hockey League, in der er von 1986 bis 1990 für die Victoria Cougars und die Kamloops Blazers aktiv war. Über diverse Stationen in den Minor Leagues wechselte er 1996 nach Deutschland zum ERC Ingolstadt. Zudem lief der Linksschütze in der Saison 1996 für die San Jose Rhinos in der Profi-Inlinehockey-Liga Roller Hockey International auf. 
Im Sommer 1996 holten die Ingolstädter, die gerade in die 2. Liga Süd aufgestiegen waren, Young von den Chicago Wolves aus der International Hockey League an die Donau. Young führte die damalige Aufstiegsmannschaft zur Meisterschaft in der 2. Liga Süd und es gelang der direkte Aufstieg in die 1. Liga Süd (damals zweithöchste deutsche Liga). In dieser Saison konnte der Stürmer in 45 Spielen 59 Tore erzielen und 65 Vorlagen geben. Youngs Leistungen in der Saison 1995/1996 waren allerdings auch anderen Vereinen in Deutschland zu Ohren gekommen und sowohl Ratingen als auch die Schwenninger Wild Wings versuchten, ihn zu sich in die DEL zu lotsen. Young jedoch entschied sich für einen Verbleib in Ingolstadt. Zur Saison 1996/1997 ernannte Trainer Ignaz Berndaner Clayton Young zum Kapitän und das vorgegebene Ziel Klassenerhalt wurde erreicht. Erneut wurde der Spieler Topscorer des Teams (55 Spiele/39 Tore/63 Assists).
In der Spielzeit 1997/1998 qualifizierte sich der ERCI mit Kapitän Young für die eingleisige 1. Bundesliga. Die Saison 1998/1999 verlief dann für den ERCI und Mannschaftsführer Young eher enttäuschend und die Playoffs wurden verpasst. Daraufhin sollte Young abgegeben werden, doch der Kanadier verzichtete freiwillig auf ein Drittel seines bisherigen Gehaltes und unterschrieb erneut einen Vertrag. In der Saison 1999/2000 erreichte Young mit Ingolstadt völlig überraschend das Endspiel. Erst im fünften und entscheidenden Match scheiterte der ERC an der Brehmstraße an Traditionsverein Düsseldorf. Im Finale der Saison 2000/2001 besiegte der ERCI den EC Bad Tölz und Kapitän Young nahm im Tölzer Eisstadion den Meisterpokal entgegen. Der Aufstieg in die DEL blieb dem ERC allerdings verwehrt. Auch in der folgenden Saison konnten die Panther das Finale erreichen, diesmal gegen den REV Bremerhaven und der Center stieg mit seinem Club in die DEL auf, sein Vertrag wurde allerdings nicht verlängert. Im Jahr 2002 erhielt der gebürtige Kanadier nach sechs Jahren in Deutschland einen deutschen Pass.
Young schloss sich vor der Saison 2002/03 dem EV Regensburg aus der 2. Bundesliga an, weil dort sein ehemaliger Trainer Ignaz Berndaner arbeitete. Nach einem guten Jahr in Regensburg erhielt er mehrere Angebote aus der DEL und wechselte schließlich zur Düsseldorfer EG, bei der er einen Zweijahresvertrag unterschrieb. Young spielte eine gute erste Saison bei der DEG und durfte zeitweise sogar in der ersten Reihe als Mittelstürmer agieren. Aufgrund fehlender Perspektiven wechselte er noch während der Saison 2004/05 zu den Hamburg Freezers, mit denen er das Viertelfinale der DEL erreichte, woraufhin er seine Laufbahn beendete. 
Mittlerweile betreibt Young in den USA einen Golfplatz.

## Karrierestatistik
(Legende zur Spielerstatistik: Sp oder GP = absolvierte Spiele; T oder G = erzielte Tore; V oder A = erzielte Assists; Pkt oder Pts = erzielte Scorerpunkte; SM oder PIM = erhaltene Strafminuten; +/− = Plus/Minus-Bilanz; PP = erzielte Überzahltore; SH = erzielte Unterzahltore; GW = erzielte Siegtore; 1 Play-downs/Relegation; Kursiv: Statistik nicht vollständig)